# Banatsko Veliko Selo
Banatsko Veliko Selo (izvirno srbsko Банатско Велико Село; madžarsko Szenthubert, Károlyliget и Szentborbála; nemško Sankt Hubert, Charleville) je naselje v Srbiji, ki upravno spada pod Občino Kikinda; slednja pa je del Severnobanatskega upravnega okraja.

## Demografija
V naselju, katerega izvirno (srbsko-cirilično) ime je Банатско Велико Село, živi 2550 polnoletnih prebivalcev, pri čemer je njihova povprečna starost 43,0 let (41,0 pri moških in 45,0 pri ženskah). Naselje ima 1112 gospodinjstev, pri čemer je povprečno število članov na gospodinjstvo 2,73.
To naselje je, glede na rezultate popisa iz leta 2002, večinoma srbsko, a v času zadnjih treh popisov je opazno zmanjšanje števila prebivalcev.
|  |

| Demografija | Demografija     | Demografija     |
| Leto        | Št. prebivalcev | Št. prebivalcev |
| ----------- | --------------- | --------------- |
|             |                 |                 |
|             |                 |                 |
|             |                 |                 |
|             |                 |                 |
| 1948        | 4388            |                 |
| 1953        | 4276            |                 |
| 1961        | 4310            |                 |
| 1971        | 3603            |                 |
| 1981        | 3332            |                 |
| 1991        | 3134            | 3092            |
| 2002        | 3097            | 3034            |
|             |                 |                 |

| Etnična sestava po popisu iz leta 2002 | Etnična sestava po popisu iz leta 2002 | Etnična sestava po popisu iz leta 2002 | Etnična sestava po popisu iz leta 2002 | Etnična sestava po popisu iz leta 2002 |
| -------------------------------------- | -------------------------------------- | -------------------------------------- | -------------------------------------- | -------------------------------------- |
| Srbi                                   | Srbi                                   |                                        | 2.922                                  | 96,30%                                 |
| Madžari                                | Madžari                                |                                        | 26                                     | 0,85%                                  |
| Romi                                   | Romi                                   |                                        | 14                                     | 0,46%                                  |
| Hrvati                                 | Hrvati                                 |                                        | 10                                     | 0,32%                                  |
| Makedonci                              | Makedonci                              |                                        | 10                                     | 0,32%                                  |
| Črnogorci                              | Črnogorci                              |                                        | 8                                      | 0,26%                                  |
| Jugoslovani                            | Jugoslovani                            |                                        | 7                                      | 0,23%                                  |
| Muslimani                              | Muslimani                              |                                        | 3                                      | 0,09%                                  |
| Ukrajinci                              | Ukrajinci                              |                                        | 2                                      | 0,06%                                  |
| Slovaki                                | Slovaki                                |                                        | 1                                      | 0,03%                                  |
| Albanci                                | Albanci                                |                                        | 1                                      | 0,03%                                  |
| Neznano                                | Neznano                                |                                        | 4                                      | 0,13%                                  |